# Donald Walter Gordon Murray
Gordon Murray (Stratford, 29 maggio 1894 – Toronto, 7 giugno 1976) è stato un chirurgo canadese.

## Biografia
Murray, originario dall'Ontario occidentale, era quinto di sette figli. La sua famiglia era possidente di una tenuta. Si immatricolò alla facoltà di Medicina e Chirurgia all'Università di Toronto nel 1914, ma dovette interrompere gli studi perché venne arruolato nell'esercito canadese per combattere in Europa. Si laureò nel 1921 e si trasferì a Londra per formarsi in chirurgia. Si assicurò il posto di assistente medico al West End Hospital e nei successivi tre anni cambiò incarichi in diversi ospedali della capitale britannica, tra cui il Saint John Clinic, Hampstead General Hospital, all'All Saints' Hospital, al London Hospital, al Saint Mary's Hospital, al National Orthopedic Hospital e al Saint Bartholomew's Hospital. Quindi per Murray fu una formazione molto ricca, trovandosi a trattare diversi casi clinici. Nel 1926 superò l'esame di specializzazione in chirurgia al Royal College of Surgeons. Sempre nel 1926 Murray fece ritorno in Nordamerica e, dopo un breve soggiorno negli Stati Uniti, iniziò ad operare al Toronto General Hospital dove rimase per il resto della sua carriera.
Negli anni Trenta Murray faceva parte di una squadra di ricercatori di Toronto, di cui faceva parte Charles Herbert Best, scopritore dell'Insulina. Definì le procedure per l'uso corretto dell'eparina, farmaco anticoagulante da poco scoperto, per trattare l'embolia polmonare e per eseguire gli interventi di chirurgia vascolare. Dopo aver accumulato una certa esperienza nel campo della chirurgia vascolare, nel 1946 Murray tentò di operare alcune bambine con malformazioni cardiache. Quindi fu impegnato a sviluppare le prime valvole cardiache e i bypass coronarici. Continuò anche ad operare al cuore, tanto che tra il 1946 e il 1951 eseguì circa seicento interventi al cuore. Nel frattempo Murray acquisì una certa fama, venendo soprannominato blue baby doctor.
Agli inizi degli anni Quaranta, dopo aver visto alcuni pazienti morire di uremia, Murray cominciò ad interessarsi alle terapie renali, investigando la possibilità di replicare la funzione del rene. Nel suo intento riuscì a inventare due prototipi di rene artificiale. Il primo rene artificiale, a forma di rotolo, fu costruito nel 1945, mentre il secondo, a forma di piatto, nel 1951 con la collaborazione di Walter Roschlau.  Benché funzionanti, i modelli proposti da Murray erano troppo grezzi e, pertanto, non vennero mai commercializzati. Nonostante ciò il lavoro di Murray contribuì al crescente interesse per costruire una macchina che potesse trattare l'Insufficienza renale acuta.
Dal 1949 al 1974 Murray diresse il William Proudfoot Caven Memorial Reserach Foundation, che è stata la prima struttura medica indipendente in Canada, finanziata esclusivamente da fondi privati. In questo istituto furono intrapresi diversi, dal trapianto di valvole cardiache, alla rigenerazione dell'osso e allo studio dell'embolismo. Tuttavia le ricerche di Murray ebbero scarso impatto in ambito medico e scientifico. Inoltre la Caven Foundation era dotata di poche risorse.
Negli anni Sessanta iniziò ad indagare sulla possibilità di rigenerare il midollo spinale con lo scopo di trovare una cura per la paraplegia. Dopo aver fatto esperimenti sui conigli, nel 1967 annunciò alla comunità scientifica di essere arrivato al "miracolo". Nonostante i forti dubbi dei colleghi, Murray sperava che la sua scoperta potesse attrarre investimenti all'istituto dai lui diretto. Tentò l'operazione su otto individui di giovane età, annunciando alla stampa di aver ottenuto un parziale successo. Invece le operazioni di Murray furono fallimentari e questa vicenda lo trascinò in uno scandalo, portando alla fine della sua carriera e alla rovina della sua reputazione.
Dopo lo scandalo Murray si ritirò dalla professione. Tentò di completare le sue ricerche, ma passava sempre meno tempo in laboratorio. Nel 1974 si ritirò definitivamente a vita privata. Morì al Toronto General Hospital dopo aver avuto un ictus cerebrale.